# 小川博美
小川 博美（おがわ ひろみ、1959年4月10日 - ）は、日本競輪選手会福岡支部に所属していた元競輪選手。日本競輪学校第43期卒業。師匠は今村寛之（期前・引退）。愛称は「ドカ」。
息子の賢人も競輪選手（103期） 。

## 経歴
龍谷高等学校在学中はラグビー選手として、1976年の佐賀国体に出場し3位の成績を収める。その後日本競輪学校に第43期生として入学。同期は滝澤正光、佐々木昭彦、北村徹ら。
初出走は1979年4月7日のホームバンクである久留米競輪場。同年5月4日に防府競輪場で初勝利を挙げた。
1989年に花月園競輪場で行われた第42回日本選手権競輪では決勝戦に進出し6番車で出走。同期の滝澤と坂本勉の激しい主導権争いが演じられ、坂本がバックストレッチ過ぎあたりで滝澤を振り切って逃げの体勢に入ったところ、小川は中団位置あたりから一気にスパートして坂本を捲り、後続全員を振り切って最後は2着の工正信に4車身の差をつける圧勝劇を演じ優勝を果たした。
その後1991年の日本選手権競輪（一宮競輪場）決勝でも8番車で出走し、優勝の坂巻正巳に次いで2着に入っている。
2010年7月21日の富山競輪場第8R（A級特選）2着同着を最後に、29日付で選手登録を消除して現役を引退した。通算成績は2718戦289勝。
現役引退後は国民体育大会の自転車福岡県代表チームの監督を務めるなど、自転車競技の指導者として活動している。

## 主な獲得タイトル
- 1989年 - 日本選手権競輪（花月園競輪場）

## エピソード
- 1989年4月1日より放送が開始された、独占!!サイクルスポーツの第一回のゲスト出演者である[要出典]。
- 初タイトルに輝いた決勝戦で福島正幸（解説者）が実況そっちのけで「小川捲くった～ァ！」と大声を張り上げたのは有名[要出典]。
- 九州2車となった35周年千葉記念決勝で先行位置にいた王者滝沢正光に対し、磯野実を連れて最終ホームでカマしを決め500ｍ3番手滝沢の反撃を許さず、磯野優勝小川2着でゴール満場をどよめかせた。花月園ダービーの初日の小川の走り見た一部のファンは再び小川が千葉記念時の出来にあると予感、万車券連発で小川がきわどく決勝に勝ちあがると、滝沢・坂本との叩き合いが避けられないレースとなって小川の捲り頃だと予想した人も多かった[要出典]。